# Withius arabicus
Withius arabicus är en spindeldjursart som beskrevs av Volker Mahnert 1980. Withius arabicus ingår i släktet Withius och familjen Withiidae. Inga underarter finns listade i Catalogue of Life.